# 素豆娘鱼
素豆娘鱼（学名：Abudefduf glaucus）为雀鲷科豆娘鱼属的鱼类。分布于印度洋至太平洋中部、北至日本、台湾岛以及南海诸岛、海南岛等。